# گادفری رود، فلوریدا
گادفری رود (به انگلیسی: Godfrey Road) یک منطقهٔ مسکونی در ایالات متحده آمریکا است که در شهرستان براوارد، فلوریدا قرار دارد. گادفری رود ۰٫۶ کیلومتر مربع مساحت و ۱۷۲ نفر جمعیت دارد.